# Aeroporto Internacional de Ürümqi Diwopu
O Aeroporto Internacional de Ürümqi Diwopu(ئۈرۈمچى دىۋوپۇ خەلقئارا ئايروپورتى) é um aeroporto localizado na cidade de Ürümqi, Sinquião na China Suas sigla são: (IATA:URC), (ICAO: ZWWW).